# Chilocorus kuwanae
Chilocorus kuwanae är en skalbaggsart som beskrevs av Filippo Silvestri 1909. Chilocorus kuwanae ingår i släktet Chilocorus och familjen nyckelpigor. Inga underarter finns listade i Catalogue of Life.